# Galerie Valentien

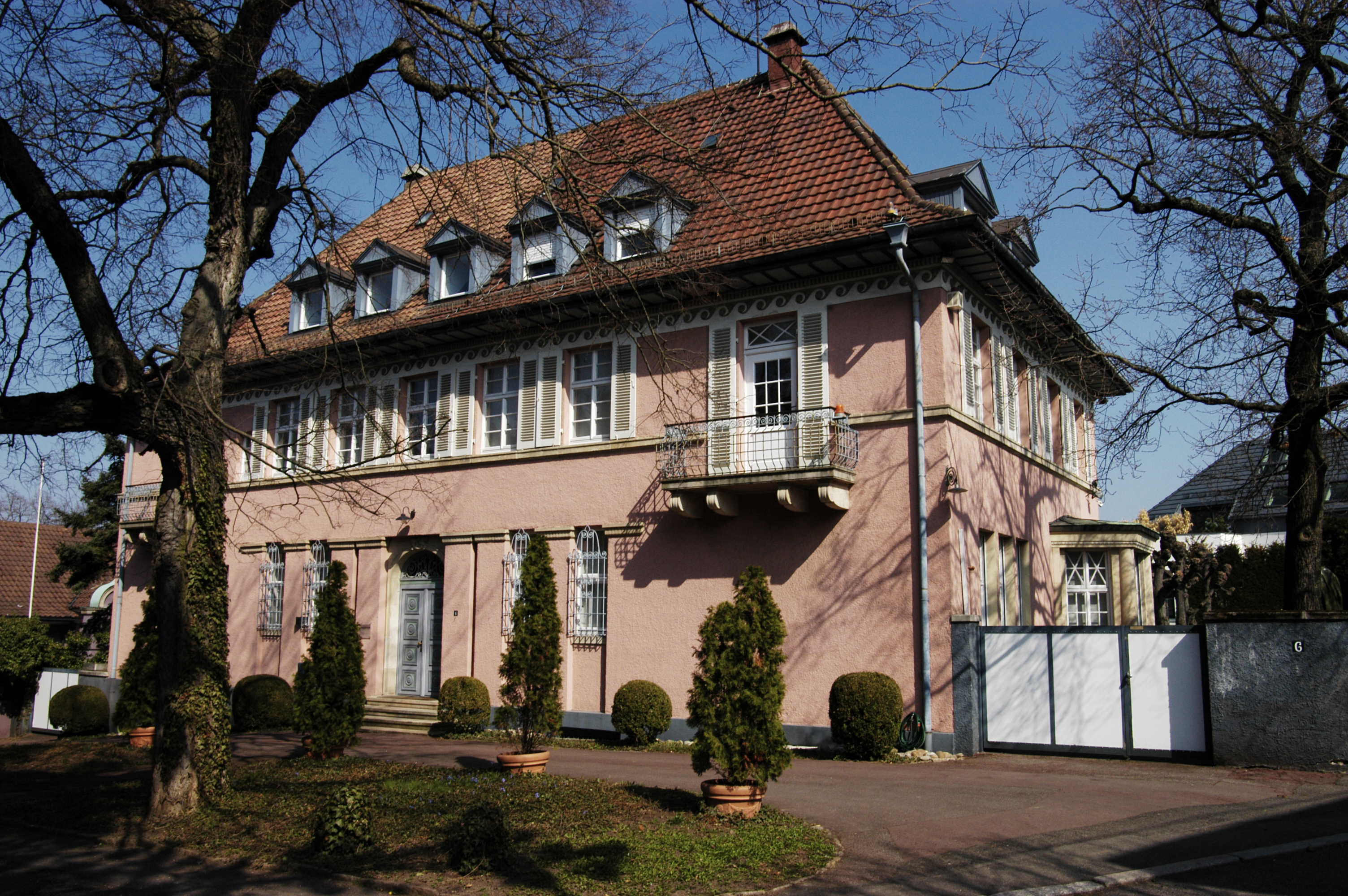
Gellertstraße 6, Stuttgart. 1980–2021 Standort der Galerie Valentien

Die Galerie Valentien ist eine Kunstgalerie in Stuttgart. Sie wurde 1929 von Fritz C. Valentien gegründet.

## Programm
Der Moderne verpflichtet, gründete Fritz C. Valentien 1929 ein Sammlerkabinett in Stuttgart, zunächst mit seinem Bruder Tobias, mit hochwertigen Verkäufen moderner Kunst und Ausstellungs- und Künstlervermittlung. Bald hatte sich die Tätigkeit von Fritz C. Valentien, nun im Alleingang, zu der einer klassischen Kunstgalerie entwickelt; zusätzlich kam der Handel mit Kunstbüchern, Kunsthandwerk und Bauhaus-Möbeln hinzu. Schon in den frühen 1930er Jahren handelte Fritz C. Valentien mit der französischen Moderne, wo er Bilder von Georges Braque (1), Pablo Picasso (2 Bilder, 1 Zeichnung, 1 Collage), Jean Lurcat (3), Marie Laurencin (1), Raoul Dufy (1) anbietet – eine Auswahl, die den Anspruch an Modernität und Qualität widerspiegelt.
In den Jahren der NS-Diktatur zeigte Fritz C. Valentien unbeirrbar verfemte Künstler wie Oskar Schlemmer, Emil Nolde, Gabriele Münter, Adolf Hölzel, Ida Kerkovius, Otto Baum und HAP Grieshaber aus. 1944 zerstörte ein Fliegerangriff die Galerie vollständig. Einige Bestände der Kunst, des Kunstmobiliars und -handwerkes konnte in diversen Lagern, unter anderem im Umland von Stuttgart, gerettet werden.
Nach der Wiedereröffnung 1947 galt das Ausstellungsprogramm der Nachkriegsjahre verstärkt spanischen und französischen Künstlern wie Pablo Picasso, Marc Chagall, Georges Braque und Joan Miró. 1968 übernahm der Sohn des Galeristen, Freerk C. Valentien, die Galerie und erweiterte sie um politische Kunst, und eine zweite Galerie in einer Villa am Rande des Zentrums. Künstler wie Horst Antes und Alfred Hrdlicka, der über einige Jahre eine Wohnung im Dachgeschoss der Villa hatte und im Skulpturengarten der Galerie an Bildhauerwerken arbeitete, kamen hinzu.
Von 2012 bis 2021 entwickelte die Galeristin und Kunsthistorikerin Imke Valentien, Tochter von Freerk C. Valentien, die Galeriearbeit in dritter Generation weiter. Das Programm beruft sich auf die Tradition der Galerie sowie zeitgenössische Künstler.
Seit dem Auszug aus der Villa 2021 gibt es zwei Galerien: Galerie Valentien, von Freerk C. Valentien geführt, zeigt weiterhin das Programm der Klassischen Moderne in neuen Räumen der Schönleinstr. 7–9. Imke Valentien gründete ihre eigene Galerie in der Stuttgarter Liststraße, wo zeitgenössische Kunst gezeigt wird.

## Geschichte

### Zeit der NS-Diktatur, 1933–1944

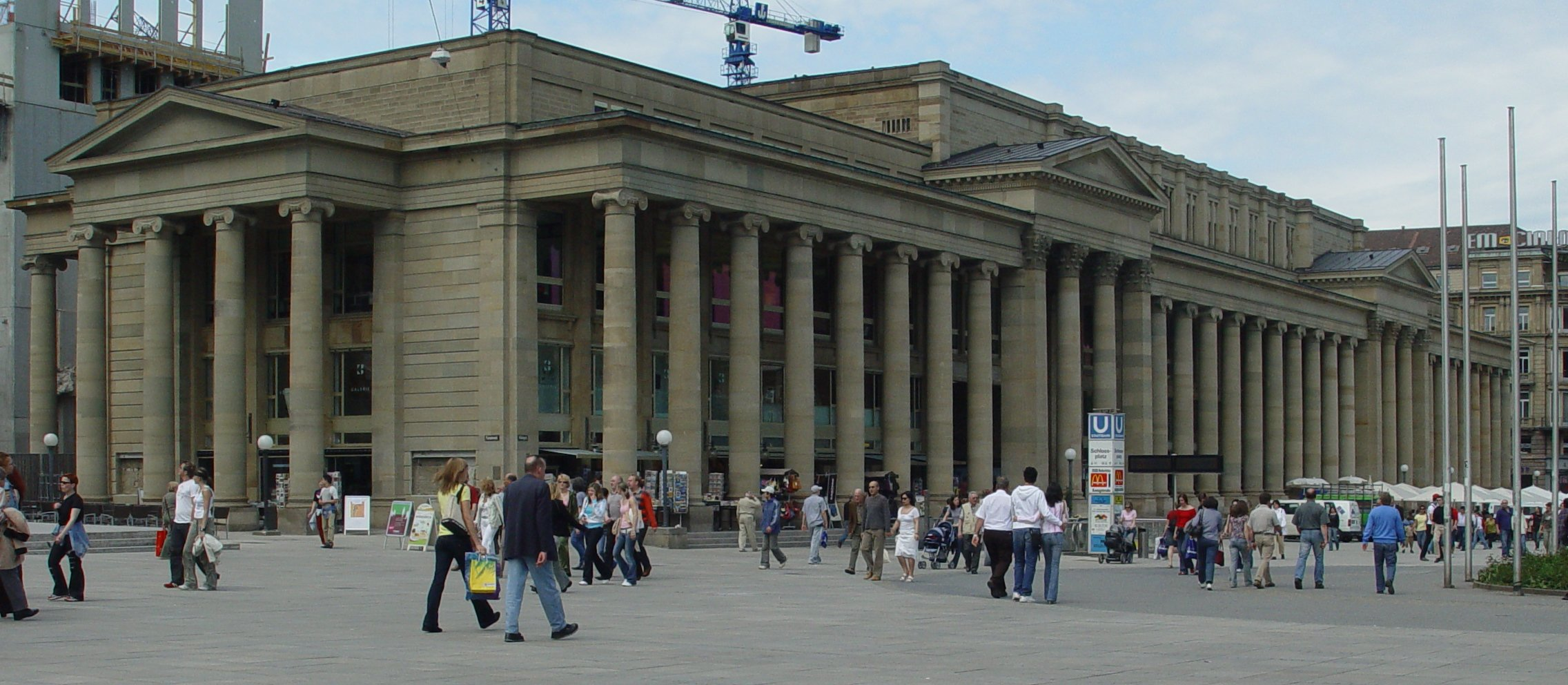
Stuttgarter Königsbau, 1933–1996 Sitz der Galerie Valentien

Fritz C. Valentien geriet bereits bei der ersten Ausstellung seiner 1933 bezogenen Räume im Stuttgarter Königsbau mit der Reichskulturkammer in Konflikt. Nach der Zwangsschließung einer vom Württembergischen Kunstverein eingerichteten Retrospektive für Oskar Schlemmer im Januar 1933 nahm Valentien in Absprache mit dem Künstler einen Teil der Bilder zu sich in die Galerie, denn damals glaubte er „man muss Charakter zeigen, man muss Widerstand leisten“. Dort wurden die Bilder im Hinterzimmer gehängt und hintereinander auf den Boden gestellt, und ausgewählten Kunden und Kennern moderner Kunst gezeigt. In einem Artikel der Zeitschrift Die Weltkunst nahm Fritz C. Valentien im selben Jahr öffentlich gegen die Schließung der Schlemmer-Retrospektive Stellung. Die Tatsache, dass im Zeitraum zwischen 1933 und 1934 vier Bilder von Oskar Schlemmer aus der Bauhauszeit verkauft werden konnten, bezeichnete Fritz C. Valentien im Nachhinein als Sensation, da bereits zu diesem Zeitpunkt in der breiten Öffentlichkeit „alle modernen Bestrebungen…erloschen.“
Zu den Folgeausstellungen der Galerie Valentien, die alle von der NS-Presse scharf angegriffen wurden, zählten eine ursprünglich ebenfalls vom Württembergischen Kunstverein geplante Ausstellung zum 80. Geburtstag von Adolf Hölzel, die im kleineren Rahmen in der Galerie Valentien stattfand, ebenso Ausstellungen der Künstler Ida Kerkovius (1933 und 1936), Otto Baum sowie Walter Wörn mit Darstellungen expressiver, figurinenhafter Sportler im Jahr 1936. Das Archiv Wörns überliefert eine Liste der Vernissagegäste, unter denen sich die Künstler Willi Baumeister, Max Ackermann, Rudolf Schlichter, Otto Baum, Oskar Zügel u. a. befanden, sowie die Sammler Max Fischer, Hugo Borst, Manfred Breuninger, Anulf Klett und viele andere, die der Moderne nahestanden.
1937 schloss der Gauleiter von München eine Ausstellung der Künstlerin Gabriele Münter noch vor der Eröffnung. Im selben Jahr wurden Bilder der Künstlerin ungeachtet dieses Ereignisses in der Galerie von Fritz C. Valentien ausgestellt. Unter dem Tarntitel „Arabische Volksbücher, griechische Volksmalerei“ eröffnete der Galerist Valentien 1938 die erste Einzelausstellung von HAP Grieshaber in seiner Galerie. Bei seinen Aufenthalten in Ägypten und Griechenland hatte sich HAP Grieshaber nicht nur künstlerisch betätigt, sondern auch gegen die Nationalsozialisten agitiert. Daraufhin war er nicht nur mit Ausstellungs-, sondern auch mit Arbeitsverbot belegt worden.
Die Galeriearbeit erschwerte sich im Fortgang der NS-Diktatur zunehmend, dennoch wurden Arbeiten von Paul Klee, Emil Nolde, Karl Hofer, August Macke und Egon Schiele gehandelt, allerdings „unter dem Ladentisch“, wo die Werke ohne Passepartout und Rahmen in Pappkästen gelagert und nur ausgewählten Besuchern gezeigt wurden, wie sich die damalige Mitarbeiterin Elisabeth Glaser erinnerte.
Hugo Borst (1881–1967), ein großer Mäzen und Hoffnungsträger der als „entartet“ eingestuften Künstler, erwarb aus diesen Pappkästen unter anderem verschiedene Blätter von Paul Klee, die sich heute in der Graphischen Sammlung der Stuttgarter Staatsgalerie befinden. Aufgrund seiner Vertretung verfemter Künstler wurde Fritz C. Valentien mehrmals in die Gestapo-Zentrale im Hotel Silber in Stuttgart zum Verhör geladen. Trotz der drohenden Gefahr, die sich im Laufe der Jahre verschärfte setzte er seine Arbeit weiter fort und erklärte diese Entscheidung später als Konsequenz seiner Kunstauffassung. „Wenn man für die Kunst mit Überzeugung, mit Neigung und mit einer inneren Notwendigkeit eintritt, dann kann man gar nicht anders handeln.“

### Nachkriegsjahre
Der Wiederanfang der Galeriearbeit nach Kriegsende war gekennzeichnet von den mühsamen Aufbaujahren. Kurz nach der Währungsreform 1948 konnte ein von der Galerie finanzierter Barackenbau in der ausgebrannten Ruine des Stuttgarter Königsbaus installiert werden. Geheizt wurde mit Kohleöfen und als Lagerräume diente ein Kellersystem aus der Zeit um 1850. Als weiterer Lagerraum wurde der große, begehbare Tresor des ehemaligen Kupferstichkabinetts angemietet, der sich in der Ruine des benachbarten Kronprinzenpalais erhalten hatte (heute Stuttgarter Kunstmuseum). Erst im Jahr 1959 konnten die vom Land Baden-Württemberg wiederaufgebauten Räume im Königsbau bezogen werden. Die Galerie Valentien verkaufte in den 1950er und 1960er Jahren Skulpturen, Grafiken und kunstgewerbliche Objekte aus dem 16. bis 18. Jahrhundert, aber auch Objekte aus dem Iran.
Einer der Unterstützer der ersten Aufbaujahre war Heinz Berggruen, der zu dieser Zeit bei der amerikanischen Armee als Kunstoffizier diente und „Care Pakete“ gegen Blätter von Paul Klee tauschte. Es entwickelte sich eine freundschaftliche Geschäftsbeziehung, die Bestand hatte bis Hans Berggruen seine Pariser Galerie in der Rue de l’Université in andere Hände gab. Das Ausstellungsprogramm der Nachkriegsjahre setzte sich vor allem aus französischen Künstlern wie Pablo Picasso, Marc Chagall, Georges Braque, Georges Rouault, Jean Miró und Maurice de Vlaminck zusammen. Daneben wurden HAP Grieshaber, Willi Baumeister, Max Ackermann, Ida Kerkovius, Eduard Bargheer u. a. in regelmäßigem Wechsel gezeigt.

### Ab 1968: Leitung Freerk C. Valentien
Trug das Programm der 30er bis Ende 60er Jahre die Handschrift des Galeriegründers Fritz C. Valentien, so kamen nach seinem Rückzug in den Ruhestand im Jahr 1968 Künstler wie Alfred Hrdlicka, Horst Antes, Fritz Genkinger, Moritz Baumgartl u. a. hinzu und wurden seitdem regelmäßig ausgestellt. Im Jahr 1973 begann eine intensive Zusammenarbeit mit Martha Dix und später mit der Otto-Dix-Stiftung, woraus regelmäßige Ausstellungen und die Vermittlung wichtiger Bilder an öffentliche Institutionen resultierten. Im Jahr 1975 wurde die Galerie im Stuttgarter Königsbau um eine Villa von Paul Bonatz (1911) auf der Stuttgarter Gänsheide erweitert. Der strenge Architekturgarten des Gebäudes wurde fortan für Großskulpturen genutzt. Zur Eröffnung 1975 wurde nahezu das gesamte skulpturale Werk Hrdlickas ausgestellt.
Ende der 1970er-Jahre erhielt die Galerie über einen guten Kontakt zu Dina Vierny, dem ehemaligen Modell Aristide Maillols und der Verwalterin seines Nachlasses, die Möglichkeit vierzig Bronzen von Aristide Maillol in der Galerie Valentien zu zeigen. Die Großplastik La Nuit (1902–1909), eine der zehn Großplastiken, die im Skulpturengarten der Galerie Valentien ausgestellt waren, wurde von der Stadt Stuttgart erworben und in den Stuttgarter Schloßplatzanlagen aufgestellt. 1988 wurden die Galerieräume im Stuttgarter Königsbau von dem Architekten HG Merz neu gestaltet.
Das Wandbild Die Familie (1940), ein von Oskar Schlemmer im Geheimen gemaltes Antikriegsbild, wurde von der Galerie Valentien aus dem zum Abbruch bestimmten Haus „Dieter Keller“ in Stuttgart-Vaihingen geborgen. Restaurierung und Ausbau des Gemäldes wurden von der Galerie Valentien (1992–1995) betreut.
Ab 1998 vertrat Freerk C. Valentien den Künstler Piero Dorazio, dessen Werke vor seinem Tod 2005 in drei umfangreichen Ausstellungen 1998/1999, 2002 und 2004 in der Galerie Valentien präsentiert wurden. 1996 wurden nach über 60 Jahren die Räume im Stuttgarter Königsbau aufgegeben. Der Galeriebetrieb konzentrierte sich in den Folgejahren auf die Räume im Bonatzbau auf der Stuttgarter Gänsheide. Die Innenräume Schönleinstr. des 2012 eröffneten zweiten Galerie-Standorts unweit von der Galerie im Bonatzbau wurden von der Architektin Lika Valentien, Tochter von Freerk Valentien, gestaltet.

### 2012–2021: Leitung Imke Valentien
Von 2012 bis 2021 leitete die Galeristin und Kunsthistorikerin Imke Valentien, die jüngste Tochter von Freerk Valentien, die Galerie zusammen mit ihrem Vater. Unter der Leitung von Imke Valentien wurden zeitgenössische Künstler in das Galerieprogramm aufgenommen. Die Arbeit der Klassischen Moderne wird von Vater und Tochter gemeinsam betreut.

### 2021: Zwei Galerien
Seit dem Auszug aus der Villa gibt es zwei Galerien: Galerie Valentien, von Freerk C. Valentien geführt, zeigt weiterhin das Programm der Klassischen Moderne in neuen Räumen der Schönleinstr. 7–9. Imke Valentien gründete ihre eigene Galerie in der Stuttgarter Liststraße, wo zeitgenössische Kunst gezeigt wird.

## Publikationen (Auswahl)
Herausgeberin aller Werke: Galerie Valentien, Stuttgart.
- Anna Ingerfurth: Weiter als nah dran, Ausstellung Galerie Valentien Sept.-Nov. 2015, Text: Ralf Christofori, Stuttgart 2015, ISBN 978-3-923481-42-2.
- Pablo Picasso: Graphik, Keramik, Zeichnungen. Ausstellung Valentien Kunsthandel & Galerie GmbH (Stuttgart). Stuttgart 2012, ISBN 978-3-923481-40-8.
- Jan Peter Tripp: „Plein air“: Neue Bilder; 25 Miniaturen in Acryl auf Seide auf Holz; Ausstellung 5. Dezember 2008 – 28. Februar 2009. Stuttgart 2008, ISBN 978-3-923481-38-5.
- Moritz Baumgartl: Malerei. Stuttgart 2007, ISBN 978-3-923481-37-8.
- Fritz Genkinger: Fußball und andere „Mensch-Ge-Schichten“. Ausstellung: 13. Juni bis 26. August 2006. Stuttgart 2006, ISBN 978-3-923481-36-1.
- Alfred Hrdlicka: Claus von Stauffenberg und der 20. Juli 1944: ein Zeichnungszyklus. Ausstellung: 29. Mai bis 14. Juli 2005. Textbeitr.: Manfred Rommel; Trautl Brandstaller; Thomas Schnabel. Stuttgart 2005, ISBN 3-923481-32-2.
- Horst Antes: 25 Bilder, 4 Votive, Ausstellung 27. Februar bis 9. April 2005. Stuttgart 2005, ISBN 3-923481-31-4.
- Moritz Baumgartl: Malerei und Graphik. Texte Günther Diehl, Moritz Baumgartl. Stuttgart 2002, ISBN 3-923481-30-6.
- Piero Dorazio: Gemälde, Aquarelle, Gouachen, Druckgraphik, Ausstellung 17. März – 4. Mai 2002. Texte Annette Papenberg-Weber, Piero Dorazio. Stuttgart 2002, ISBN 3-923481-29-2.
- Oskar Schlemmer: Wandbild aus dem Hause Dieter Keller, Wandbildentwürfe und andere Arbeiten. Stuttgart 1994, ISBN 3-923481-23-3.
- Jürgen Brodwolf: Werke 1962–1992; Ausstellung 24. Juni – 1. August 1992. Stuttgart 1992.
- Walter Wörn: Die Frühzeit bis zum Jahr 1936; Rekonstruktion einer Ausstellung aus dem Jahre 1936. Texte von Cornelia Stabenow, Karl Diemer und Freerk C. Valentien. Stuttgart 1991.
- Jürgen Brodwolf: Figurenstätte – Installationen, Plastiken, Reliefs, Figurentücher, Zeichnungen, Bücher. Ausstellung 18. Oktober – 15. November 1989. Stuttgart 1989, ISBN 3-923481-20-9.
- HAP Grieshaber: Holzschnitte, Aquarelle, Malbriefe, Plakate, Bücher. Stuttgart 1984, ISBN 3-923481-13-6
- Alfred Hrdlicka: Zeichnungen; Ausstellung 13. Dezember 1983 - 21. Januar 1984. Stuttgart 1983, ISBN 3-923481-12-8.
- Otto Dix: Gemälde, Aquarelle, Zeichnungen. Stuttgart 1983, ISBN 3-923481-10-1
- Rodin: Bronzes. Ausstellung Galerie Valentien, Stuttgart, April – Juli 1982, Bruton Gallery, Brüssel, Belgien, September – Oktober 1982, Bruton Gallery, Bruton, England, November – Dezember 1982; Hrsg. in Zusammenarbeit mit Bruton Gallery. Stuttgart 1982.
- Horst Antes: Graphik. Stuttgart 1981.
- Horst Antes: Metallplastiken und Bilder, Ausstellung 18. September – 31. Oktober 1981. Stuttgart 1981, ISBN 3-923481-01-2
- Aristide Maillol: Bronzeskulpturen, Ausstellung 3. – 31. Juli und 1. – 13. September 1980. Stuttgart 1980.
- HAP Grieshaber: Unikate 1977/78, Ausstellung zum 70. Geburtstag, 4. April – 5. Mai 1979. Stuttgart 1979.
- Fritz Genkinger: Bilder aus Südamerika, Ausstellung 7. – 28. Oktober 1977. Stuttgart 1977.
- Griechenland lädt Grieshaber ein, HAP Grieshaber zeigt im Kulturzentrum der Stadt Athen vom 16. – 31. März 1977 Mahnbilder für die Freiheit und die Menschenrechte. Texte: Margarete Hannsmann. Stuttgart 1977.
- Alfred Hrdlicka: Skulpturen und Zeichnungen. Stuttgart 1974.
- Otto Dix: Portrait- u. Aktzeichnungen, Ausstellung April-Mai 1973. Stuttgart 1973.
- Rudolf Bauer, Ausstellung April–Mai 1973. Stuttgart 1973.
- Fritz Genkinger: Neue Bilder und Graphik, Ausstellung vom 5. bis 30. November 1971. Stuttgart 1971
- Max Beckmann: Graphik, Ausstellung Oktober 1970. Stuttgart 1970.
- Alfred Hrdlicka: Graphik. Stuttgart 1969.
- Georges Rouault: Graphik, Aquarelle. Stuttgart 1969.
- Karl Hofer: Ölbilder, Zeichnungen. Stuttgart 1969.
- Braque, Chagall, Picasso: Graphik. Stuttgart 1968.
- Max Ackermann: Ausstellung zum 80. Geburtstag -Gemälde, Pastelle, Zeichnungen, Ausstellung September. - Oktober 1967, hg. v. Galerie Valentien, Stuttgart 1967.
- Georges Rouault: Graphik, Aquarelle. Stuttgart 1967.
- Eduard Bargheer: Gemälde, Aquarelle, Zeichnungen, Graphik, Ausstellung 15. Juli – 15. September 1965. Stuttgart 1965.
- Willi Baumeister: Graphik und Zeichnungen, Ausstellung 1. März – 17. April 1965. Katalogbearbeitung Wilhelm F. Arntz. Stuttgart 1965.
- Ida Kerkovius: Pastelle, Ausstellung Februar – April 1964. Stuttgart 1964.
- Georges Braque: 80 Blätter Originalgraphik und 10 illustrierte Bücher, Ausstellung, November – Dezember 1963. Stuttgart 1963.
- Maurice de Vlaminck: Gemälde, Aquarelle, Holzschnitte, Radierungen, Lithographien, Ausstellung Mai – Juni 1961. Stuttgart 1961.
- Marc Chagall: Originalgraphik, 100 Einzelblätter sowie die Folgen zu Gogol: Die toten Seelen und La Fontaine: Fabeln und zur Bibel, Ausstellung, August/September 1958. Stuttgart 1958.